# Сошники (газета)
«Сошники» (от старорус. «сошник» — режущая часть сохи, плуга) — еженедельная монархическая газета «для крестьян», выходившая в Российской империи в 1906—1907 годах.

## История
Издавалась с декабря 1906 г. по январь 1907 г. в г. Казани (в типо-литографии И. С. Перова).
Первоначально (№ 1 и 2) издателем являлся председатель совета «Казанского Царско-народного русского общества» и совета Казанского Губернского отдела «Союза русского народа», профессор императорского Казанского университета В. Ф. Залеский, а редактором — член совета казанского отдела «Русского собрания» книготорговец из крестьян П. К. Кувшинов; с № 3 В. Ф. Залеский совместил обе должности. Предназначалась для сельских жителей (выходила параллельно с издававшейся теми же лицами «для горожан» газетой «Черносотенец»).

## Содержание и авторы
Придерживалась консервативно-черносотенной направленности, пропагандировала взгляды казанских правомонархических организаций по аграрному (общинно-хуторское землевладение), национальному (главным образом, еврейскому) и другим вопросам. Большинство материалов принадлежало перу В. Ф. Залеского.
В газете публиковались: редакторские статьи с призывами голосовать на выборах во II Государственную Думу за представителей черносотенных организаций, агитационно-пропагандистские материалы и выступления, стихи и гимны монархического содержания, заметки из народной жизни, отчёты и предвыборные объявления. Наиболее заметные публикации: статьи И. Л. Панфилова «Общинно-хуторское землевладение как наиболее правильный путь разрешения крестьянского вопроса», В. Ф. Залеского «Политические партии» и отчёт о Третьем «Всероссийском съезде русских людей» в Киеве.

## Аграрный вопрос на страницах газеты
Особый интерес представляет популяризация на страницах газеты «общинно-хуторской» модели землевладения, являвшейся основой аграрной программы «Казанского Царско-Народного Русского Общества». В своих основных положениях она почти полностью предвосхитила появление правительственной — «столыпинской» — программы по аграрному вопросу. Это обстоятельство долгое время оставалось предметом большой гордости царско-народников, лидер которых В. Ф. Залеский не преминул даже 10 (23) сентября 1910 г. лично похвастаться перед находившимся в г. Казани П. А. Столыпиным тем, что «Казанское Царско-Народное Русское Общество» «высказалось за хуторское землевладение почти за год до возбуждения этого вопроса правительством». Но были и два важных отличия.
Первое из них заключалось в расхождении царско-народников и правительства во взглядах на наиболее приемлемую для России форму земельной крестьянской собственности. Суть модели «Казанского Царско-народного русского общества» сводилась к тому, что вся земля по-прежнему должна была принадлежать общине, дабы её не могли скупить «крупные фабриканты и землевладельцы», рассчитывавшие на то, что после уничтожения последней миллионы крестьян потеряют, запутавшись в долгах, свою землю и превратятся «в безземельных, дешёвых фабричных рабочих или дешёвых сельскохозяйственных батраков».
Вместе с этим, всю общинную землю предлагалось «раз и навсегда» поделить на наследственные семейные участки, заключающиеся «каждый в одном куске», и расселить на них крестьян («мелкими посёлками» или хуторами). Раздел должен был производиться на добровольной основе по наличному числу мужских и женских душ (по половине надела на каждую). Брачной паре предлагалось предоставить два надела. Такие хуторские участки должны были находиться в полном «личном владении» домохозяев, передаваться по наследству, а при вымирании семьи — переходить к общине. Те члены последней, которым земли не хватит, могли получить её путём многолетнего выкупа через государственный Крестьянский поземельный банк у ранее указанных категорий собственников или (на добровольной основе, с пособием от государства) переселиться на «даровые свободные плодородные казённые земли вне Европейской России».
Не возбранялся и выход из общины, но без земли: наименьший душевой надел (пять десятин в северных губерниях и три десятины — в южных) необходимо было передать ей бесплатно, а стоимость остального община должна была выплатить выходящему деньгами. По сути дела, в программе «Казанского Царско-народного русского общества» прежние фискальная и «мировая» функции общины сводились к нулю, а сама она превращалась в своеобразную вечно-наследственную форму крестьянского землевладения, призванную не только сдержать быстрое социальное расслоение деревни, но также остановить парцелляцию земли и её продажу представителям других сословий и национальностей. Правительство же отдавало приоритет частной земельной собственности («личной» собственности иного свойства), разрешив по закону от 15 ноября 1906 г. продажу и залог крестьянских надельных земель.

## Причины прекращения издания, нереализованные проекты
Газета задумывалась в качестве дешёвого и, в связи с этим, доступного для рядовых крестьян повременного издания с годовой подписной ценой 30 копеек, однако уже с 13 (26) декабря 1906 г. стоимость подписки выросла в десять раз. Несмотря на спрос в среде правого крестьянства, в финансовом отношении издание газеты себя не оправдало и вскоре было прекращено. Планировалось также издание бесплатного приложения к «Сошникам» под названием «Полица».